# La Pola (telenovela)
La Pola es una telenovela colombiana, dirigida por Sergio Cabrera, basada en hechos históricos, producida por RCN Televisión, donde se narra la vida política y amorosa de Policarpa Salavarrieta Ríos, mujer que se convirtió en una de las figuras más relevantes en la historia de la Independencia de Colombia por preferir la muerte en lugar de la sumisión. Pese a estar basada en la historia de unos personajes reales, La Pola no dejará de ser una obra de ficción. Según su mismo director, lo que se pretende "es imaginar cómo era la vida de personajes de los cuales conocemos mucho de su vida pública pero poco de su vida privada". No obstante, la mayoría de sucesos ocurridos dentro de la trama son reales, ya que el libretista y escritor Juan Carlos Pérez, hizo una investigación profunda de este personaje durante 4 años. La parte de ficción se debe a que, igual que hacen los historiadores que se dedican a investigar sobre este personaje histórico, presentó las cosas según su interpretación.
Está protagonizada por Carolina Ramírez y Emmanuel Esparza, con las participaciones antagónicas de Juliana Galvis, Manuel Navarro, Andoni Ferreño y la primera actriz Ana María Arango. Cuenta, además, con las actuaciones estelares de Ana María Estupiñán y Pablo Espinosa, quienes interpretan a los protagonistas en sus etapas juveniles y coprotagonizada por Zharick León, Luis Fernando Hoyos, Sebastián Martínez y Valentina Rendón. La teleserie se desarrolla a lo largo de una línea temporal de más de 10 años.
Su estreno fue el lunes 13 de septiembre de 2010, registrando 44,2 de índice de audiencia hogares y 21,5 en índice de audiencia personas, finalizando el 27 de julio de 2011 tras diez meses de exitosa emisión, con 41,4 de índice de audiencia hogares y 16,9 de índice de audiencia personas, superando a la telenovela contrincante La Reina del Sur, logrando finalmente un promedio de 38,2 de índice de audiencia hogares y 15,6 en personas con 43,2 de porcentaje de audiencia.

## Sinopsis
La acción de la telenovela se sitúa en el Nueva Granada, comienzos del siglo XIX y el periodo de la independencia colombiana llamado Patria boba, justo antes y después del grito de la Independencia colombiana del Imperio español, el 20 de julio de 1810, que atravesaba una fuerte crisis debido a la invasión francesa por Napoleón. Fue una época de definiciones pues se era realista o patriota. Se vive entonces una lucha por la Independencia de los españoles y por tratar de organizar un ejército para defender la patria naciente que aún no se llama Colombia y la libertad. Una época de injusticias, traiciones, miles de lágrimas, fusilamientos... ¡guerra!
En este marco se teje una historia de amor entre La Pola y Alejo Sabaraín. Una historia que siempre ha llamado la atención de los colombianos y los historiadores. La Pola, una mujer valerosa y visionaria, con ideales libertarios y de igualdad; una mujer adelantada para esos tiempos en donde el machismo imperante y las jerarquías sociales rígidas impiden que el género femenino tenga tan siquiera voz pero La Pola es lo contrario no se queda callada en nada que tenga que ver con una orden machista.
Es una época en la que el amor todavía es eterno y donde un beso lo significa todo. La Pola vivirá un tormentoso, doloroso y apasionado romance con Alejo Sabaraín, hijo de español arribista y ambicioso y una criolla, un hombre prohibido para ella en todo aspecto, por su abolengo, por ser chapetón y además pertenecer a los ejércitos de la Corona española; en suma, una relación que es vista como un pecado y una transgresión al orden colonial. Pero la atracción será tan fuerte que la pareja intentará gozar de su amor, sin importar cual sea el obstáculo, así se trate la muerte.
Las primeras batallas por la independencia Calibío, Palacé, las aventuras y la visión del precursor Antonio Nariño, las indefiniciones de Camilo Torres y otros próceres luego fusilados por los españoles en Bogotá, son el trasfondo que muestra con gran habilidad el director de la telenovela Sergio Cabrera.

## Reparto
- Carolina Ramírez — Policarpa Salavarrieta "La Pola"
- Ana María Estupiñán — La Pola (joven)
- Emmanuel Esparza — Alejo Sabaraín Ramos
- Pablo Espinosa — Alejo Sabaraín (joven)
- Luis Fernando Hoyos — Antonio Nariño
- Carlos Camacho — Francisco José de Caldas
- Valentina Rendón — Magdalena Ortega de Nariño
- Zharick León — Catarina Salavarrieta
- Laura Torres — Catarina Salavarrieta (joven)
- Javier Ramírez -  Bibiano Salavarrieta (Joven)
- Paola Cano  — Clara Salavarrieta
- Juan David Manrique — Bibiano Salavarrieta (niño)
- Andrés Bermúdez — José María de Los Ángeles Salavarrieta
- Luis Fernando Múnera — José Celestino Mutis
- Alex Gil — Antonio Nariño Ortega "Toñito"
- Karem Escobar  — Mercedes Nariño Ortega
- Susana Torres — Ines Ortega y Mesa
- Maia Landaburu — Genoveva Ricaurte Mauris "Andrea Ricaurte"
- Sergio Borrero  — Nassir
- Sebastián Martínez — Jorge Tadeo Lozano
- Adelaída López — María Tadea Lozano e Isasi
- Kike Mendoza — José María Carbonell
- Ana María Arango — Gertrudis
- Diego Trujillo — Domingo García
- Luis Felipe Cortés — Juliano
- Eduardo Martinez — Juliano (joven)
- Ana Mosquera — Nicolasa
- Andoni Ferreño — Francisco Javier Sabaraín y San Vicente
- Marcela Agudelo — María Teresa Ramos de Sabaraín
- José Sospedra — Leandro Sabaraín
- Joel Bosqued — Leandro Sabaraín (joven)
- Juliana Galvis — María Ignacia Valencia
- Matilde Lemaitre — María Ignacia Valencia (joven)
- Héctor de Malba — Gaspar Valencia
- María Elena Döering — Eusebia de Valencia
- Nina Caicedo — Acacia
- Mariano Venancio — Virrey Antonio Amar y Borbón
- Ana Fernández — Virreina Francisca Villanova y Marco
- Manuel Navarro — Juan Sámano
- Kepa Amuchastegui — Gobernador Miguel Tacón
- Alejandro Martínez — Camilo Torres
- Iván López — Simón Bolívar
- Sergio Cabrera — Manuel Bernardo Álvarez
- Juan Carlos Vargas — Francisco de Paula Santander
- Diego Medina — Pedro Alcantara Herrán
- Andrés Felipe Martínez — Pedro Antonio Herrán
- Maricarmen Regalado — María Matea Martínez
- Alfredo Cuéllar — José Hilario López Valdés
- Olga Lucía Martínez- Candelaria
- Greeicy Rendón — Sierva
- Diego Cadavid — Ambrosio Almeida
- Ricardo Niño — Antonio Arredondo
- Harold Fonseca — Padre Salvador Contreras
- Alejandro Buenaventura —  Arzobispo Baltasar Jaime Martínez Compañón
- Alberto León Jaramillo — Padre Fernández
- Gustavo Angarita Jr  — General Antonio Baraya
- Gabriel Ochoa — José María Arcos
- Joavany Álvarez  — Capitán Atanasio Girardot
- Elkin Díaz — José Antonio Galán
- Rafael Taibo — Pablo Morillo y Morillo
- Bruno Díaz — Juan José Rondón
- Antonio Sanint — Antonio Villavicencio y Verástegui
- Carlos Hurtado — cabo Anselmo Iglesias
- Alberto Valdiri — Pascual Enrile Acedo
- Angelo Valotta
- Manuel Busquets — Joaquín de Mosquera y Figueroa
- Bárbara Perea — Bernarda
- James Vargas — Ciro
- Luis Felipe Solano — Bernardo Ramos
- Freddy Flórez — alférez Pérez Delgado
- Walter Luengas — coronel Santacruz
- Jacques Toukhmanian — Capitán Angulo
- Rafael Martínez — coronel Dupree
- Christian Gómez Vélez — Baltazar Miñano y las Casas
- Leonardo Acosta — José Antonio Portocarrero
- Steven Salme — Vicente Almeida
- Carlos Aguilar — alcalde don Andrés
- Luis Enrique Roldán — Gobernador de Santa Marta
- Alejandro Tamayo — don Enrique Somoyar
- Pedro Mogollón — oidor Jurado
- Víctor Cifuentes — José María García de Toledo
- Juan Carlos Serrano — sacerdote
- Saín Castro — José Acevedo y Gómez
- Guillermo Gálvez — José Miguel Pey
- Pedro Roda — Antonio Morales Galavis
- Orlando Lamboglia — Frutos Joaquín Gutiérrez de Caviedes
- Fabio Velazco — Ignacio de Herrera y Vergara

### Actuación especial
- Julián Arango — Joaquín Salavarrieta
- Coraima Torres — Mariana Ríos

## Ficha técnica
- Director de Fotografía — Jovanny Puertas

## Descripción de los personajes

### Policarpa Salavarrieta "La Pola"
- Interpretada en la adolescencia por: Ana María Estupiñán.
- Interpretada en la adultez por: Carolina Ramírez.

La más grande heroína de la independencia de Colombia. De Guaduas, de rasgos mestizos, hermosa, alegre y sensual. Desde pequeña es valiente, impulsiva, no se queda callada ante nada, muy vivaz y rebelde. Pero no nació heroína, las circunstancias la llevaron a convertirse en una mujer adelantada a su época. Al crecer, estas cualidades se le desarrollan y por su inteligencia, sensibilidad, humanidad y calidez se convierte en una heroína dispuesta a vibrar y a morir por lo que cree. Está llena de pasión y de la misma manera vive la vida; siguiendo así lo que cree que es correcto (reconoce lo justo y correcto que es luchar por la libertad). Opuesta a los convencionalismos de la época, como por ejemplo, de que ser mujer significa encontrar un marido, obedecerlo, formar un hogar. Amiga de esclavos y gente importante. Enamorada eternamente de Alejo Sabaraín, el hombre de sus sueños, es capaz de hacer cualquier cosa por salvarlo, incluso renunciar a sus ideales, pero Alejo mismo se lo impide y no lo hace. Muere en Santafé de Bogotá fusilada.

### Antonio Nariño
- Interpretado por: Luis Fernando Hoyos.

El Precursor de la Independencia (el que marcó el camino), influenciado por las ideas de la Revolución francesa. Santafereño, autor del periódico de la Independencia, La Bagatela, el colombiano de todos los tiempos, traductor del francés de los Derechos del Hombre y del Ciudadano, masón. Intelectual por gusto y militar por necesidad. Honesto, valiente, culto, apasionado, fuerte y muy inteligente. Es un personaje blanco, sin dobles intenciones. Frentero y valiente hasta el límite de la locura. Visionario, sabe que después del grito de la independencia, los chapetones volverán a imponer el terror. Curtido por los sufrimientos, preso en varias ocasiones por los españoles (Cádiz, Cartagena, Pasto). Al entender su vida comprometida podemos unirnos a sus razones por las cuales valió la pena luchar a muerte contra la hegemonía española. Siempre fiel a sus principios y a sus amigos. Reconoce lo justo y correcto que es luchar a favor del pueblo.

### Alejo Sabaraín Ramos
- Interpretado en la adolescencia por: Pablo Espinosa
- Interpretado en la edad adulta por: Emmanuel Esparza.

Quisiera que su padre lo amara y lo apreciara como lo hace con su hermano Leandro, pero dado su carácter eso parece imposible, aunque se da a entender que es el favorito de su madre.
Justo, ético, educado, decente, caballeroso y de corazón noble. Alejo es instruido, ha leído y tiene herramientas para entender como es el mundo que lo rodea. En defensa del poder español en las Américas, la Corona española y la Iglesia católica propagaba ideas racistas y patriarcales, como por ejem., que mezclarse con mestizos es pecado, ilícito y castigado por Dios. Pero, a pesar de estar comprometido con María Ignacia, está enamorado eternamente de La Pola. Conserva un pañuelo que le recuerda a Policarpa. Aunque fue criado para ser un fiel súbdito del rey, se pasa al lado de los patriotas; al principio por salvar a La Pola, llegando a admirarla por participar en la lucha patriota. Luego se convence de que ello es lo correcto. A través de la Pola conoce las ideas de la causa americana y con esta lucha aprende la importancia de la libertad y reconoce lo justo, que es la independencia de las Américas de la corona española. Muere fusilado en Santa Fe junto a su amada Apolonia por servir a la causa patriota.

### María Ignacia Valencia
- Interpretada en la adolescencia por: Matilde Lemaitre.
- Interpretada en la adultez por: Juliana Galvis.

Prometida eterna de Alejo Sabaraín. De carácter caprichoso, egoísta e inmaduro y de una "feminidad" débil correspondiente a los convencionalismos de la época. Hija de criollos de una familia muy acomodada de Popayán, personifica a la mujer criolla rica, a la “blanca” de la época, con toda su educación tradicional y religiosa, sus normas y restricciones. Sus padres se desviven por ella. Su mayor sueño es el matrimonio, tener hijos, ser una buena esposa y dedicarse a su familia. Cree -como es normal en esta época- que es inferior al hombre por lo que es obediente y sumisa con ellos. Lo que María Ignacia es y representa, contrasta con la Pola. Son polos opuestos. No es maquiavélica, pero su obsesión y el derecho que cree tener sobre Alejo, la hacen capaz de cualquier cosa, llegando al punto de traicionar a su eterno amor con tal de alejarlo de la Pola, a quien sin embargo él amará para la eternidad. Muere de dolor tres meses después del fusilamiento de su amado.

### Catarina Salavarrieta
- Interpretada en la adolescencia por: Laura Torres
- Interpretada en la adultez por Zharick León.

Hermana mayor de La Pola. Es racista, arribista, vanidosa, caprichosa, cómoda, conformista; en suma, muy diferente a su hermana. Seguidora de las normas de su tiempo, acepta casarse sin amor y ser fiel servidora de su marido, Domingo García, por el sueño de ser tratada como “doña”. Ante la falta de sus padres, debe hacerse cargo de sus hermanos, pero no tiene vocación ni disposición para ello. La vida se encarga de darle una lección que la obliga a cuestionarse profundamente. Se trata del amor personificado en lo que más odiaba, un esclavo, pero hace lo que sea por estar con el amor de su vida, el esclavo Juliano, y con su hijo, que es lo que más quiere.

### Leandro Sabaraín
- Interpretado en la adolescencia por: Joel Bosqued.
- Interpretado en la adultez por: José Sospedra

Hermano único de Alejo. Apasionado por la milicia. Se muestra racista como era propio de las enseñanzas convencionales de la época, por ello preferiría vivir en España, pero cuando vive allí es discriminado que se da cuenta de que en América lo trataban "como rey". Es el orgullo de su padre chapetón pues le guarda temor y obediencia que lo ha ido perfilando como un hombre hecho a la medida de sus requerimientos. Tiene una personalidad contradictoria, quiere a su hermano pero no tiene problema en traicionarlo por el bien de su propio hermano, familia y corona española; aparenta ser un hijo obediente (obedece a su padre pero solo para congraciarse con él). Muere en la batalla de Calibío. (Falleció)

### Jorge Tadeo Lozano
- Interpretado por: Sebastián Martínez.

Hermano de José María Lozano, e hijo de Jorge Miguel Lozano, Marqués de San Jorge. Perteneciente a la única familia totalmente noble de Santafé de Bogotá, Tadeo Lozano es vanidoso, aventurero, irónico, caprichoso, cobarde, oportunista y vengativo. Cree que por su dinero y sus títulos, el mundo le pertenece. Le gusta desafiar lo establecido, pero siempre tiene cartas bajo la manga. Intenta lograr todo lo que se propone, por ello siempre juega en dos bandos. Su sueño es llegar a ser Rey de la Nueva Granada. Incluso cuando llega a ser presidente, alcanzan a llamarlo Jorge I, pero solo por burlarse de él. Está enamorado de Magdalena Ortega de Nariño, lo cual le hace tener problemas gravísimos con el esposo de esta, Antonio Nariño. (Fusilado)

### Juan Sámano
- Interpretado por: Manuel Navarro.

Mariscal de la Nueva Granada. Militar sin escrúpulos, lujurioso y ambicioso. El sueño de toda su vida fue ser Virrey. Le encanta el poder, la adulación, la fama, el dinero. Cojo y de apariencia desagradable. Definido como un militar brusco, de carácter díscolo, irascible, regañón y muy cruel con los pobres patriotas. Cínico, algo desquiciado, oportunista y canalla. Si se lo propone, puede fingir tristeza hasta las lágrimas. Aunque es ultra racista y odia a los americanos, desea a las criollas de piel aperlada. Por detrás de la gente, habla pésimo de ella, hasta de sus superiores.

### Magdalena Ortega de Nariño
- Interpretada por: Valentina Rendón.

Esposa de Antonio Nariño y madre de sus hijos. Distinguida, hogareña, religiosa. De cuna noble y acomodada, formada fuertemente en valores. Ingenua, sumisa, obediente a su esposo y dependiente de él. Como todas las mujeres de la época, no toma parte en las decisiones importantes, ni siquiera sobre ella misma. Sueña con tener una vida tranquila, pero todo le cambia cuando a Nariño lo encarcelan. Se queda sin piso, sin ayuda, sin dinero, por lo que no sabe qué hacer, llegando a ser infiel con Jorge Tadeo. Llega a odiar a su esposo por haberla metido en semejante lío, pero cuando Nariño regresa a su casa es cuando Magdalena descubre al hombre que tenía a su lado. Contrae una enfermedad. (Falleció)

### Lucía
- Interpretada por Liz Bazurto.

Esclava de la familia Nariño. Esclava fiel y leal de Magdalena Ortega de Nariño. Conoce todos los secretos de sus relaciones con Jorge Tadeo Lozano, a quien termina odiando por abandonar a Magdalena y sus hijas. Tras la muerte de Magdalena, Lucía asiste con las hijas de Magdalena, al fusilamiento de Jorge Tadeo Lozano.

### Domingo García
- Interpretado por: Diego Trujillo.

Mejor amigo de Joaquín. Es noble, trabajador, machista, religioso y por educación abusivo con las personas que considera de menor clase como sus esclavos. Es un comerciante que en el pasado fue comunero pero intenta olvidarlo por miedo a las represalias de la Corona. Puede pasar de ser un corderito que se deja manipular a ser un hombre violento, lleno de rabia. Se enamora perdidamente de Catarina, la hermana de La Pola, pero siente que jamás logrará que sea totalmente suya. Su amor hacia ella lo enloquece. Es herido en un combate.

### Juliano
- Interpretado en la infancia por: Eduard Martínez
- Interpretado en la adultez por: Luis Felipe Cortés.

Esclavo de Domingo García. Humilde pero con dignidad. Valiente, buen hijo y esposo entregado. Trabajador, cumplidor, perseverante, fiel y leal. Se sabe esclavo y es sumiso, pero jamás abandona su sueño de libertad. De los pocos a los que todavía les importa sus ancestros, sus orígenes. No le da miedo enfrentarse y luchar por lo que cree. Para él, los lazos de sangre son sagrados. Pese a sus virtudes, el amor lo obligará a cuestionar su vida.

### Joaquín Salavarrieta
- Interpretado por: Julián Arango.

Padre de la Pola. Revolucionario moderado, trabajador, responsable, fiel a sus principios. Analfabeto, es el tipo de hombre que se hizo a pulso. En el pasado fue comunero y en la actualidad trabaja con mulas para sostener a su familia. Le duele la discriminación y se lo trata de inculcar a sus hijos. Ama a su esposa aunque sabe que son muy diferentes. Jamás ha podido olvidar la traición a los comuneros y la muerte de su líder. Espera que sus hijos se casen con gente buena y de principios, sin importar su color, sangre o títulos. Enferma de viruela.

### Mariana Ríos
- Interpretada por: Coraima Torres.

Mamá de la Pola. Entregada a su familia, protectora, dominante, religiosa y arribista. No tiene origen noble pero su piel es blanca. Toda la vida ha soñado con vivir en Santafé, tener una buena casa y cosas finas. También con casar a sus hijos con gente noble… o al menos "sangre pura". Aunque ama a Joaquín, se avergüenza de que es mestizo y de su pasado de comunero. Ella trata de mantener apagada esa llama revolucionaria que, sabe, aún subsiste en el corazón de su esposo.

### Francisco Javier Sabaraín y San Vicente
- Interpretado por: Andoni Ferreño.

Padre de Alejo y Leandro Sabaraín. Recaudador de impuestos. Español muy racista que siente que los americanos son inferiores. En su país pertenecía a una familia venida a menos aunque en América se da ínfulas de gran señor, pese a que vive a costas del dinero y títulos de su esposa. Ambicioso, maquiavélico, perezoso y fresco, amante de la buena vida sin esfuerzo y de hacer uso de los bienes ajenos, muy hábil para mentir y engañar. Hipócrita y adulador de acuerdo a su conveniencia. Quiere que sus hijos sean militares porque eso es avanzar a lo más alto en la escala social. Está orgulloso de su hijo Leandro, pero siente vergüenza de Alejo y lo cree de raza inferior.

### María Teresa Ramos de Sabaraín
- Interpretada por: Marcela Agudelo.

Madre de Alejo. De origen criollo, pero de una familia adinerada de Mariquita (familiares lejanos de los Valencia de Popayán). Es una mujer gris e infeliz. Aunque aguarda sentimientos nobles es débil de carácter y sumisa a los deseos de su marido. Siente que Alejo es más como ella pero, aunque lo ama, no tiene la fortaleza de defenderlo ni de protegerlo. En el fondo, podría entender el amor de su hijo por La Pola, pero jamás sería capaz de admitirlo a causa de su formación previa, basada en los valores tradicionales de la época que además marcaban el servilismo como una virtud necesaria de la mujer a su marido.

### Gaspar Alonso de Valencia
- Interpretado por: Héctor de Malba.

Padre de María Ignacia. Hombre adinerado. Hijo de español y criollos. De principios, buen padre y leal al rey. Paciente, justo pero temperamental, tiene sus límites. Es menos arribista que Eusebia, su esposa, pero se deja dominar por ella. Jamás logra confiar en Francisco, el padre de Alejo, aunque por evitar confrontaciones con su mujer, lo tolera. Se vuelve patriota al ser testigo de todas las arbitrariedades que cometen los españoles puros en América.

### Eusebia Caicedo Santamaría de Valencia
- Interpretada por: María Helena Doering.

Madre de María Ignacia. Es una mujer de doble moral y egoísta. Quiere que sus hijos emparenten con españoles a como dé lugar, pues es arribista y le importa mucho el qué dirán. Domina a Gaspar, su esposo, a su antojo y lo crítica cuando descubre que este hombre apoya la causa patriota, aunque después se da cuenta de que es lo correcto.

### Gertrudis
- Interpretada por: Ana María Arango.

Madrina de Catarina. Beata, fanática, pero de doble moral, interesada y amargada. A la muerte de los padres Salavarrieta, Gertrudis se encarga de Catarina y de la Pola. Su meta: casarlas a las dos con hombres blancos, adinerados que le den la vida digna que nunca tuvo. Es experta en las mezclas de raza y a todo el mundo le saca la cuenta de qué tan pura es su sangre.

### Nicolasa
- Interpretada por Ana Mosquera.

Esclava de Catarina. Princesa africana por descendencia. Digna, altiva, imponente. Tiene esa dignidad de alguien que realmente tiene cuna noble. Catarina lo percibe y por eso la odia. Aborrece la esclavitud, no podría soportar que un hijo suyo sea esclavo por la razón de que ya perdió a uno por la misma causa. Ama a Juliano, es muy buena amiga de La Pola y añora la libertad.

### José María Arcos
- Interpretado por: Gabriel Ochoa.

Compañero de Alejo Sabaraín. Soldado de la Campaña del Sur. Enamoradizo, tierno, sentimental y poeta. Con conciencia de clase, sabe que no es tan distinguido como la mayoría de sus compañeros. Queda embrujado, al igual que muchos hombres, con la enigmática belleza de la Pola.

### José María Carbonell
- Interpretado por: Kike Mendoza.

Forma parte de los criollos pero no es aceptado como tal porque su origen no es tan puro (español criollo). Fiel a sus principios e incondicional con las ideas política de Nariño. Posee una energía arrolladora con las masas. Muy básico, se mueve por las pasiones, tal vez por eso es que tiene muchos líos con su esposa, que es una tía de Nariño. (Ahorcado)

### Antonio Baraya
- Interpretado por: Gustavo Angarita Jr..

Ambicioso y buen militar. No tiene las capacidades intelectuales ni el carisma de su amigo Antonio Nariño y eso lo enfurece. Aunque se llena de justificaciones, decide traicionar a Nariño para tratar de convertirse en un hombre de su talla. Después cae en la cuenta de su equivocación, aunque puede que sea demasiado tarde para recuperar su amistad. (Fusilado)

### Camilo Torres
- Interpretado por: Alejandro Martínez.

Hijo de una familia acaudalada de Popayán, jurisconsulto, autor del Memorial de Agravios. Es cobarde y oportunista; no es guerrero, ni pretende serlo. En todas sus decisiones, sus intereses económicos están de por medio. Muy en el fondo, no cree que Fernando VII sea capaz de hacer algo por recuperar las Indias. (Fusilado)

### Virrey Antonio Amar y Borbón
- Interpretado por: Mariano Venancio.

Virrey de la Nueva Granada. En el pasado fue un destacado militar que luchó contra los ingleses en Gibraltar. Llegó a Santafé en 1803 como virrey cuando tenía 61 años. El 20 de julio de 1810, la Junta lo nombra como el presidente de la Junta de Santafé pero el pueblo no está de acuerdo y el 13 de agosto junto a su esposa Doña Francisca Villanova son llevados presos, para luego regresarlos a la España.

### Virreina Doña Francisca Villanova y Marco
- Interpretada por Ana Fernández.

Arribó a Bogotá con su esposo, el virrey don Antonio Amar y Borbón, en 1803. Aragonesa, hija de don Eugenio Villanova, éste sufragó de su propio peculio el traslado de la pareja al Nuevo Reino de Granada. Al llegar, fueron festejados con honores. Mujer joven, frívola, liviana, amiga de que la adularan. Le era infiel a su esposo el Virrey de la Nueva Granada.

### Francisco José de Caldas
- Interpretado por: Carlos Humberto Camacho.

Proveniente de una familia noble de Popayán, estuvo en los mejores colegios de la Nueva Granada. Intelectual y científico de la época. Hizo parte de la Expedición botánica, que dirigió José Celestino Mutis. Tiene una inquietud particular por el conocimiento. Dirige el observatorio astronómico de la Nueva Granada. Pero el anhelo de libertad puede más, y se decide a luchar incansable por la independencia. Participa en el levantamiento popular del 20 de julio de 1810. Más tarde entra como ingeniero militar al servicio de las fuerzas patriotas. (Fusilado)

### Ambrosio Almeida
- Interpretado por: Diego Cadavid.

Un misterioso hombre que quiere comprar la casa de Domingo en la cual planea guardar armamento y pólvora. Defiende la misma causa de La Pola, se siente atraído por su belleza y la admira por su valentía; la ayuda a dar algunos golpes contra Sámano. Se convierte en rival de Alejo por el amor de Policarpa.

### Francisco de Paula Santander
- Interpretado por: Juan Carlos Vargas.

Se da cuenta de la calidad de persona que es la Pola y acepta acordar con ella la alianza entre los patriotas de Santafé con los valientes de los llanos. Santander le advierte a la mestiza que sin información sobre las tropas realistas que se encuentran en Santafé, no podrán hacer nada para lograr la causa patriota.

### Pablo Morillo
- Interpretado por: Rafael Taibo.

Militar enviado por la corona. Es recibido con una gran celebración, la cual ignora. Por lo visto, el nuevo representante de la Corona no está dispuesto a hacer concesiones con ningún americano y amenaza con castigar a todo aquel que haya traicionado a España. Esta actitud aumenta los temores de los nobles e ilustres santafereños, quienes ven en riesgo su vida. Manda a fusilar a todo el que puede que tuvo que ver con la formación de la Junta de Santa Fe y su respectivo Cabildo, así como otras Juntas del Nuevo Reino de Granada, incluso si se declararon a favor de la corona española.

### José Hilario López
- Interpretado por: Alfredo Cuéllar.

Militar valiente de Popayán, primo lejano de María Ignacia Valencia. Patriota de corazón que cae preso por los realistas, los cuales lo obligaron a cambiarse de bando. Gran amigo de Alejo Sabaraín y la Pola, a quienes ayuda para que se puedan ver en su estadía final en la cárcel. Del personaje histórico no se muestra mucho en la novela (ejem. como presidente dictó el decreto de liberación de los esclavos).

### Pedro Alcántara Herrán
- Interpretado por: Diego Medina.

Compañero y amigo de Bibiano Salavarrieta. Hijo de doña María Matea Martínez de Saldua de Fernández de Herrán y su esposo Pedro Herrán. Militar que apenas formándose, participa en varias batallas patriotas. Una vez fue capturado por el ejército realista junto con Alejo Sabaraín, Bibiano Salavarrieta, José María Arcos y otros.

### Bibiano Salavarrieta
- Interpretado por: Javier Ramírez.

Hermano menor de Policarpa Salavarrieta, a quien quiere y admira. Siempre ha seguido los pasos de su hermana en la lucha patriota, se hace amigo de Pedro Herrán, juntos participan y forman parte del ejército libertador liderado por Antonio Nariño y por otros patriotas.

### Simón Bolívar
- Interpretado por: Iván López.

Será al final el encargado de liberar la Nueva Granada junto a Santander y el Ejército Libertador, agradece a los hermanos Salavarrieta el sacrificio de la Pola por la Patria.

## Premios y nominaciones

### Premios TVyNovelas
| Año  | Categoría                                      | Nominado            | Resultado |
| ---- | ---------------------------------------------- | ------------------- | --------- |
| 2011 | Mejor telenovela                               | Mejor telenovela    | Ganadora  |
| 2011 | Mejor actor protagónico de telenovela          | Emmanuel Esparza    | Nominado  |
| 2011 | Mejor actriz antagónica de telenovela          | Juliana Galvis      | Nominada  |
| 2011 | Mejor actor antagónico de telenovela           | Manuel Navarro      | Nominado  |
| 2011 | Mejor actor de reparto de telenovela           | Julián Arango       | Nominado  |
| 2011 | Mejor revelación del año de telenovela o serie | Ana María Estupiñán | Ganadora  |
| 2011 | Mejor director de telenovela o serie           | Sergio Cabrera      | Ganador   |
| 2011 | Mejor libretista de telenovela o serie         | Juan Carlos Pérez   | Ganador   |

### Premios India Catalina
| Año  | Categoría                              | Nominado            | Resultado |
| ---- | -------------------------------------- | ------------------- | --------- |
| 2011 | Mejor telenovela                       | Mejor telenovela    | Nominada  |
| 2011 | Mejor director de telenovela o serie   | Sergio Cabrera      | Ganador   |
| 2011 | Mejor actriz protagónica de telenovela | Carolina Ramírez    | Nominada  |
| 2011 | Mejor actriz antagónica de telenovela  | Juliana Galvis      | Nominada  |
| 2011 | Mejor actor antagónico de telenovela   | Manuel Navarro      | Nominado  |
| 2011 | Mejor actor de reparto de telenovela   | Julián Arango       | Ganador   |
| 2011 | Mejor actor de reparto de telenovela   | Luis Fernando Hoyos | Nominado  |
| 2011 | Mejor actriz/actor revelación del año  | Ana María Estupiñán | Nominada  |

## La Pola (DVD)
La serie-novela, por su gran éxito, cuenta ya con una colección de 12 DVD en una edición de lujo llamada La Pola, Amar la hizo Libre el DVD.